# Samuel Sebastian Wesley
Samuel Sebastian Wesley (London, 1810. augusztus 14. – Gloucester, 1876. április 19.) 19. századi egyházzenész, az anglikán egyház virtuóz orgonistája és tehetséges zeneszerzője. A „muzsikus Wesley-k” utolsó tagja. Nagyapja, Charles Wesley a metodista mozgalom alapítója, a metodizmus énekköltője. Édesapja, Samuel Wesley (1766-1837) az anglikán egyházzenének ugyancsak kiemelkedő zeneszerzője.
10 éves korától a Royal Chapel kóristája, 16 évesen a Hereford-székesegyház orgonistája. 1835-ben nősült meg. 1839-ben Oxfordban zenei doktorátust szerzett, 1850-től a Királyi Zeneakadémia orgonaprofesszora volt Londonban. Apja munkásságát folytatva ő maga is igyekezett népszerűsíteni Johann Sebastian Bach műveit. 1871-ben Gloucesterben vezényelte a Máté passiót. A korábbi zenei stílusok iránti érdeklődése, egyúttal független zenei gondolkodásmódja a kontinentális Európa zeneszerzőivel rokonítja munkásságát.

## Híres énekei magyar nyelven
- Az egyháznak csak Jézus a fundamentuma... (Szövegét írta: Samuel John Stone, 1839-1900)
- Lelkem megváltója, Jézus... (Szövegét írta: Charles Wesley, 1707-1788)

## Kántori szolgálati helyei
- 1826: Hereford-székesegyház
- 1835: Exeter-székesegyház
- 1842-1849: Leeds Parish Church
- 1849-1865: Winchester-székesegyház
- 1865-1876: Gloucester-székesegyház